# Magiepunt
Magiepunten (of in het Engels magic points) is een Engelse term die wordt gebruikt in  role-playing games. De term wordt ook wel afgekort tot MP.
In spellen waarin magiepunten voorkomen, heeft een personage deze nodig om magische of speciale aanvallen uit te voeren. Simpele spreuken of aanvallen zullen weinig punten kosten, terwijl gecompliceerdere meer punten vereisen. Deze zijn meestal ook wat waardevoller en kunnen worden gebruikt om te grinden (veel vijanden verslaan om XP te verdienen). MP kan worden vergaard door dingen zoals magische drankjes en acties. MP-aanvallen zijn nogal anders dan andere aanvallen omdat ze meer schade aandoen.